# 大童澄瞳
大童 澄瞳（おおわら すみと、1993年3月19日 - ）は、日本の男性漫画家、VTuber。神奈川県出身。東洋美術学校絵画科卒業。

## 来歴
高校時代は映画部に所属していた。東洋美術学校絵画科卒業後、独学でアニメーションを学ぶ。その後、コミティア111にて漫画を製作し出品、スピリッツ編集員に声を掛けられ、デビュー作『映像研には手を出すな!』が『月刊!スピリッツ』（小学館）2016年9月号より連載開始。
2017年12月には『映像研には手を出すな!』にて『TV Bros.』（東京ニュース通信社）のマンガ賞である「ブロスコミックアワード2017」の大賞を受賞。また、同作は『このマンガがすごい!2018』「オトコ編」の15位に、『THE BEST MANGA 2018 このマンガを読め!』の7位にランクインしている。
アニメ化された『映像研には手を出すな!』では、エンディングアニメーションにアニメーターとして参加した。
計算や読書が苦手で、過去に発達障害と診断されたことがあり、引きこもっていた時期もあるという。
石黒正数との対談配信で、20歳過ぎ頃に血縁関係のある親戚の大童家の養子になったと語っている。旧姓は土屋（つちや）。
2024年1月21日にVTuberとしてデビューしている。VTuberとしての年齢は現在、17.1歳。

## 作品リスト

### 漫画作品
- 映像研には手を出すな! 『月刊!スピリッツ』（小学館）2016年9月号 - 連載中、既刊9巻（2024年12月12日現在）

### 合同誌
- 映像研非公式活動報告書（サークル名：イセシデ 参加者：大童澄瞳/秋鹿えいと/デオキシリボ核/ヤマカワ/詩譜人/SAND 発行日：2021年12月30日）[13]

### CM
- LIFULL LIFULL HOME'S 「住まい探しダンジョン」篇・「内見アドベンチャー」篇（2021年8月16日 - ） - キャラクター・美術[14]
- 日清食品グループ どん兵衛（2022年12月1日 - ） - キャラクターデザイン[15][16]

### MV・PV
- 乃木坂46 北川悠理「ラショナルガール」（2021年1月22日） - 監督・脚本（コンテ）[17][18]
- 乃木坂46「僕は僕を好きになる」アニメver.（2021年1月29日） - ストーリー・絵コンテ・原画[19]

### その他
- 月刊ヤングマガジン SDガンダム コミックアンソロジー「大童澄瞳の妄想SDズゴック伝」（2019年3月号）[20]
- 第7回 新千歳空港 国際アニメーション映画祭 メインビジュアル（2020年）[21]
- 建築知識 解説（2021年6月号）[22]
- MILK CLUB vol.132 milk TALK（2021年秋）[23]
- ナタリー15周年特設サイト イラスト描きおろし（2022年2月1日）[24]
- 会心ノ一撃 二期 2nd ワンマンライブ 「白夜」開催記念 描き下ろしイラストTシャツ（2022年8月21日）[25]
- クリエイターズグリコ 玩具デザイン（2022年11月22日販売開始）[26]
- JUNK 20周年記念グッズイラスト描きおろし（2023年1月）[27]
- 自宅で湿地帯ビオトープ!（著：中島淳、大和書房、2023年、ISBN 978-4-479-39404-4） - イラストを担当。

## メディアへの登場
- 『朝日新聞』2023年7月15日の環境関連記事に登場、ビオトープについて語った[28]。